# Кислинский, Алексей
Алексей Кислинский (род. 10 июня 1984) — украинский и чешский шахматист, гроссмейстер (2008).
Ученик А. И. Косикова.
Двукратный победитель командных чемпионатов Украины (2010 и 2011 гг.). Серебряный призёр командного чемпионата Украины 2006 г. (с лучшим результатом на доске).
С 2011 г. постоянно проживает в Чехии.
Серебряный призёр чемпионата Чехии 2012 г. (разделил 1—2 места с Д. Наварой и уступил на тай-брейке). Бронзовый призёр чемпионата Чехии по блицу 2011 г.
В составе команды «Vystaviste Lysa nad Labem» победитель командного чемпионата Чехии 2018 / 2019 гг.
Победитель международного турнира в Орлове (2014 г.).

## Спортивные результаты
| Год         | Город            | Соревнование                     | + | − | = | Результат | Место                     |
| ----------- | ---------------- | -------------------------------- | - | - | - | --------- | ------------------------- |
| 2006        | Алушта           | 13-й командный чемпионат Украины | 7 | 1 | 1 | 7½ из 9   | 1 на доске, команда — 2-я |
| 2009        | Алушта           | 16-й командный чемпионат Украины | 1 | 0 | 0 | 1 из 1    |                           |
| 2010        | Алушта           | 17-й командный чемпионат Украины | 6 | 0 | 0 | 6 из 6    | Команда — чемпион         |
| 2011        | Алушта           | 18-й командный чемпионат Украины | 3 | 0 | 0 | 3 из 3    | Команда — чемпион         |
| 2012        | Коути-над-Десноу | Чемпионат Чехии                  |   |   |   | 7 из 9    | 1—2                       |
| 2014        | Орлова           | Международный турнир             |   |   |   | 6½ из 9   | 1                         |
| 2018 / 2019 |                  | Командный чемпионат Чехии        | 5 | 2 | 4 | 7 из 11   | Команда — чемпион         |

## Изменения рейтинга
| Графики недоступны из-за технических проблем. См. информацию на Фабрикаторе и на mediawiki.org. |